# 1973 en Iran
Chronologie de l'Iran
- 1969
- 1970
- 1971
- 1972
- 1973
- 1974
- 1975
- 1976
- 1977

Cette page présente les faits marquants de l'année 1973 en Iran.

## Culture

### Sortie de film
Sauf indication contraire, les informations mentionnées dans cette section peuvent être confirmées par les bases de données cinématographiques IMDb et SourehCinema (fa),  présentes dans la section « Liens externes ».
- Experience, écrit et réalisé par Abbas Kiarostami.
- Moghola, réalisé par Parviz Kimiavi avec l'aide de Abbas Nalbandian.
- Vérités et Mensonges, documentaire franco-germano-iranien réalisé par Orson Welles.

### Publication d'œuvre
- Mon oncle Napoléon, écrit par Iraj Pezeshkzad.

## Naissances
- 15 mai : Mohammad Reza Hedayati, acteur.
- 28 octobre : Hamed Behdad, acteur.
- 24 septembre : Sahar Zakaria, actrice.
- 27 décembre : Mehdi Pashazadeh, footballeur.

## Décès
- 1er novembre : Mohammad Saed, homme politique.